# In/out the flat no. 5
|  | Denne artikel er oprettet af botten PalnaBot ud fra en ekstern database. Den kan derfor have sproglige fejl eller mangler. Denne skabelon kan fjernes efter kontrol af indholdet. |

In/out the flat no. 5 er en film instrueret af Steen Møller Rasmussen.

## Handling
Filmen filmer de to malere Claus Carstensen og Peter Bonde i en spray-proces, der tager sin begyndelse i et farveløst rum og ender i en farvefuldstændighed, således at de enkle figurer vokser ud af rummet.